# Espira-de-l'Agly
Espira-de-l'Agly en francés y oficialmente, Espirà de l'Aglí en catalán, es una localidad y comuna francesa, situada en el departamento de Pirineos Orientales, región de Languedoc-Rosellón y comarca histórica del Rosellón. Se encuentra atravesada por el río Agly.
Sus habitantes reciben el gentilicio de Espiranencs en francés o de Espiranenc, Espiranenca en catalán.

## Geografía

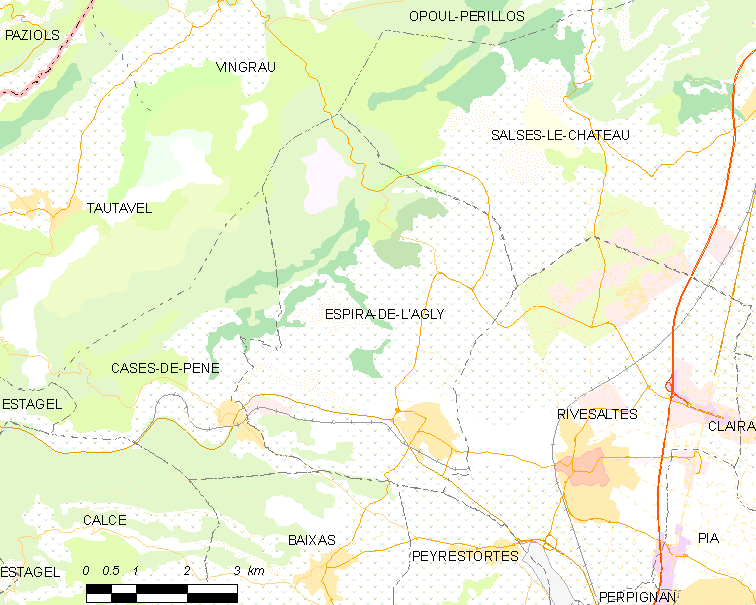
Situación de Espira-de-l'Agly

## Demografía
| 1481 | 1685 | 1599 | 1723 | 2196 | 2463 |
| Para los censos de 1962 a 1999 la población legal corresponde a la población sin duplicidades (Fuente: INSEE [Consultar]) |      |      |      |      |      |